# Csiba Szonoko
Csiba Szonoko (千葉 園子; Hepburn: Chiba Sonoko) (Oszaka, 1993. június 15. –) japán válogatott labdarúgó.

## Klub
2014 óta az AS Harima Albion csapatának játékosa, ahol 61 bajnoki mérkőzésen lépett pályára és 21 gólt szerzett.

## Nemzeti válogatott
2016-ban debütált a japán válogatottban. A japán válogatottban 5 mérkőzést játszott.

## Statisztika
| Japán válogatott | Japán válogatott | Japán válogatott |
| Időszak          | Mérk.            | gól              |
| ---------------- | ---------------- | ---------------- |
| 2016             | 3                | 0                |
| 2017             | 2                | 0                |
| Összesen         | 5                | 0                |